# Museu Diocesano (Cortona)
O Museu Diocesano de Cortona é um museu de arte situado na Piazza del Duomo 1, em Cortona, na província de Arezzo, Toscana, Itália. Está instalado na antiga  Igreja de Jesus em Cortona.
A sua coleção de arte, fundada em 1945, reúne e apresenta uma série de objetos e obras de arte das igrejas da região e das propriedade da diocese. O museu tem importantes obras de  Pietro Lorenzetti, Fra Angelico, Bartolomeo della Gatta, Sassetta e Luca Signorelli, além de ornamentos sagrados de grande valor. Expõe destacadamente duas obras de Fra Angelico: a Anunciação de Cortona e o Tríptico de Cortona.

## Principais obras expostas
- Fra Angelico
  - Anunciação de Cortona, c. 1430,
  - Tríptico de Cortona, 1436-1437,
- Pietro Lorenzetti, 
  - Maestà de Cortona, c. 1335,
  - Crucifixo de Cortona,
- Sassetta, Políptico de San Domenico de Cortona, c. 1434,
- Luca Signorelli
  - Compianto sul Cristo morto, c. 1502,
  - Comunhão dos Apóstolos', 1512,
  - Compianto sul Cristo morto tra angeli e santi, c. 1516,
  - Immacolata Concezione e santi, c. 1523,
- Bartolomeo della Gatta, Assunção,
- Federico Zuccari, Assunção,
- Cristoforo Gherardi, Abraão, Isaac,
- Domenico di Michelino, Três Santos Franciscanos,
- Martino di Bartolomeo, Assunção,
- Niccolò di Segna, Virgem com o Menino.